# 混合现实
混合现实（英語：Mixed Reality，简称MR）指的是结合真实和虚拟世界创造了新的环境和可视化，物理实体和数字对象共存并能实时相互作用，以用来模拟真实物体。混合了现实、增强现实、增强虚拟和虚拟现实技术。混合现实是一種虚拟现实（VR）加擴增實境（AR）的合成品 。 

## 应用
- 佳能曾将这个技术利用在2013年3月发布的一种头戴装置上。[2]
- Microsoft HoloLens（2016年）
- Apple Vision Pro（2024年）

## 相關作品
加速世界-Brain Burst 2039